# Хортемельс, Мари-Анн
Мари-Анн Хортемельс (1682 — 24 марта 1727) — французский гравёр, супруга Николя-Анри Тардьё.

## Биография
Одна из трёх дочерей голландского книготорговца Даниэля Хортемельса (ок. 1650 −1691) и его жены Мари Селльер (род. 1656). Первый брак Мари-Анн был с кондитером Жерменом Ле Коком, который работал на французского короля Людовика XIV (1638—1715). Они поженились около 1705 года, а Жермен умер около 1710 года. В 1712 году она снова вышла замуж за гравёра Николя-Анри Тардьё. У них было пятеро детей, один из их сыновей, Жак Николя Тардьё, также стал гравёром.
Мари-Анн Хортемельс скончалась 24 марта 1727 года в возрасте 45 лет.

## Творчество
Мари-Анн была известна своими гравюрами Луи де Рогана и Филиппа II, герцога Орлеанского. В Британском музее хранится её гравюра Джеймса Фрэнсиса Эдуарда Стюартта, датируемая 1720 годом.